# تفهيم القرآن (تفسير)
تفهيم القرآن هو ترجمة وتفسير للقرآن الكريم مكونة من 6 مجلدات بقلم المنظر الإسلامي والناشط الباكستاني سيد أبو الأعلى المودودي. بدأ المودودي كتابة الكتاب في عام 1942 وأكمله في عام 1972.
كلمة "فهم" مشتقة من الكلمة العربية "فهم". فهم القرآن هو مزيج من التفسير التقليدي والتفسير الحديث. ويناقش الاقتصاد وعلم الاجتماع والتاريخ والسياسة. وفي نصه، يسلط المودودي الضوء على المنظور القرآني ويقول إن الإسلام يوفر إرشادات واسعة في جميع المجالات.
يستخدم المودودي الأسلوب القياسي في تقديم تفسير للآيات القرآنية من سنة النبي محمد، بما في ذلك الأسباب التاريخية وراء الآيات.
يتناول كتاب "التفهيم" على نطاق واسع القضايا التي يواجهها العالم الحديث بشكل عام والمجتمع الإسلامي بشكل خاص.
كتب المودودي أعماله باللغة الأردية. وقد تمت ترجمته منذ ذلك الحين إلى لغات بما في ذلك الإنجليزية والهندية والبنغالية والمالايالامية والمراثية والبشتوية والسندية. في عام 2006، نشرت المؤسسة الإسلامية [الإنجليزية] ترجمة إنجليزية مختصرة في مجلد واحد بقلم ظفر إسحاق أنصاري [الإنجليزية] تحت عنوان "نحو فهم القرآن" .

## روابط خارجية
- ترجمة إنجليزية عام 2006 بقلم ظفر إسحاق أنصاري
- النص الأردي الأصلي
- القرآن الكريم - تفسير المودودي - عربي إنجليزي بواسطة QuranAlMajid.com